# Pileanthus
Genre
Classification phylogénétique
Pileanthus, connu sous le nom de coppercups en anglais, est un genre de plantes à fleurs de la famille des Myrtaceae. Ce sont des arbustes originaires d'Australie-Occidentale. Ils sont aromatiques mesurant 40 à 150 cm de hauteur à feuilles persistantes dégageant des huiles essentielles. Plantes xérophiles, elles ont des feuilles très petites, opposées, herbacées ou coriaces, pétiolées ou sessiles, aromatiques, simples, entières, linéaires, lancéolées ou oblongues. Les fleurs sont hermaphrodites regroupées en inflorescence terminale ou en corymbes. Les fruits ne sont pas charnus.

## Espèces
- Pileanthus aurantiacus
- Pileanthus bellus
- Pileanthus filifolius
- Pileanthus limacis
- Pileanthus peduncularis
- Pileanthus rubronitidus .
- Pileanthus septentrionalis
- Pileanthus vernicosus